# Крючков, Вячеслав Геннадьевич
Вячеслав Геннадьевич Крючков (род. 5 мая 1977, город Нальчик, Кабардино-Балкарская АССР, РСФСР, СССР) — российский деятель органов внутренних дел, генерал-лейтенант полиции, специалист в области обеспечения правопорядка и борьбы с преступностью. Начальник УМВД России по Омской области с 2020 года по 2024. С 1 апреля 2024 года —  министр внутренних дел по Кабардино-Балкарской Республике.

## Биография
Вячеслав Геннадьевич Крючков родился 5 мая 1977 года в городе Нальчике.
С 1995 по 1997 год проходил военную службу в Вооружённых силах Российской Федерации.
В 2003 году окончил Нальчикский филиал Ростовского юридического института МВД России по специальности юриспруденция, а в 2014 году – с отличием Академию управления МВД России.
На службу в органы внутренних дел поступил в 1997 году в инженерно-техническое отделение отряда милиции особого назначения МВД Кабардино-Балкарской Республики.
С 1999 по 2008 год проходил службу на должностях оперативного состава управления по борьбе с организованной преступностью при МВД по Кабардино-Балкарской Республике.
В 2009 году возглавил Прохладненский городской отдел внутренних дел Кабардино-Балкарской Республики.
Спустя год был утвержден в должности начальника Управления уголовного розыска МВД по Кабардино-Балкарской Республике.
С 2011 года — начальник Центра по противодействию экстремизму МВД по Кабардино-Балкарской Республике.
В 2011 году перешел на службу в УМВД России по Омской области на должность начальника управления организации оперативно-розыскной деятельности полиции Управления МВД России по Омской области.
С 2012 по 2017 год занимал должности начальника управления экономической безопасности и противодействия коррупции полиции УМВД России по Омской области, а также заместителя начальника полиции (по оперативной работе) УМВД России по Омской области.
3 мая 2017 года был назначен заместителем начальника управления — начальником полиции Управления МВД России по Омской области.
18 марта 2020 года Указом Президента Российской Федерации полковник полиции Вячеслав Геннадьевич Крючков был назначен начальником Управления Министерства внутренних дел Российской Федерации по Омской области.
11 июня 2021 года Указом Президента Российской Федерации Вячеславу Геннадьевичу Крючкову было присвоено специальное звание высшего начальствующего состава - генерал-майор полиции.
В начале 2024 года назначен временно исполняющим обязанности министра внутренних дел по Кабардино-Балкарской Республике.
С 1 апреля 2024 года —  министр внутренних дел по Кабардино-Балкарской Республике.
4 июня 2025 года Указом Президента Российской Федерации Вячеславу Геннадьевичу Крючкову присвоено специальное звание высшего начальствующего состава - генерал-лейтенант полиции.

## Награды
- Почётный сотрудник МВД России
- Медаль ордена «За заслуги перед Отечеством» II степени
- Медаль «За отличие в охране общественного порядка»
- Медаль «За заслуги в управленческой деятельности» III степени
- Медаль «За отличие в службе» (3-х степеней)
- Медаль «За доблесть в службе» МВД
- Медаль «За боевое содружество»
- Наградной пистолет Макарова[3]

## Семья и личная жизнь
Женат. Отец трёх дочерей.